# Verashni Pillay
Pour les articles homonymes, voir Pillay.
Verashni Pillay, née le 11 février 1984 à Pretoria en Afrique du Sud, est une journaliste sud-africaine. 
Elle a été rédactrice en chef du Mail & Guardian, où elle a obtenu des résultats significatifs, et une reconnaissance de son savoir-faire à la fois par ses pairs et par son lectorat. Puis elle a animé la rédaction du Huffington Post South Africa. Dans ce poste, son équipe se fait piéger par un canular raciste et sexiste, publié dans l’espace des blogs. Cette publication provoque un émoi et elle décide de démissionner, par principe.  Elle est ensuite responsable du numérique de la station de radio sud-africaine Power 98.7.

## Biographie
Verashni Pillay naît le 11 février 1984 à Pretoria. En 2007, elle obtient un diplôme de journalisme à l'université Rhodes.
Elle commence ensuite son parcours professionnel  en travaillant comme journaliste  à News24, pendant un peu plus de deux ans. Elle rejoint ensuite le Mail & Guardian en 2009. Elle y est remarquée, et reçoit également divers prix dédiés aux journalistes. En 2015, elle en devient rédactrice en chef ,. 
Elle écrit aussi des chroniques sur les relations multiraciales, sujet resté sensible en Afrique du Sud malgré la fin de l’apartheid en 1991 et l'avènement d'une démocratie multiraciale en 1994, ainsi que sur l’égalité entre les sexes. Pour plusieurs observateurs, elle contribue à une augmentation des tirages de l’hebdomadaire Mail & Guardian. Le tirage augmente en effet chaque trimestre pendant son mandat de rédactrice en chef du M&G, et c’est le seul journal de l'Afrique du Sud, toutes catégories confondues, à le faire pendant cette période,. 
En 2015, elle figure dans la liste de la BBC des 100 femmes de l’année les plus influentes. En 2016, elle remporte un nouveau prix pour l'ensemble de son travail de chroniqueuse pour le compte du Mail & Guardian.
Fin 2016, elle est démarchée pour le poste de rédactrice en chef du Huffington Post sur l’édition sud-africaine de cette publication qui se lance, et accepte cette proposition. Mais quelques mois plus tard, le site web de cette publication est fortement critiqué pour avoir publié une tribune, dans son espace blogs, qui s’est révélé un canular aux propos discriminatoires. Cette tribune, soi-disant écrite par Shelley Garland, une jeune femme (mais l’auteur s’est révélé  être en fait un homme blanc) s’interroge sur l’accumulation de prérogatives concentrées par la population masculine blanche d’Afrique du Sud et propose même, de façon provocatrice, de refuser temporairement le droit de vote à ces hommes en Afrique du Sud. Même si cette tribune n’était pas rédigée par un journaliste de la publication sous le contrôle direct de la rédactrice en chef, le Huffington Post était censé vérifier son contenu, le modérer si nécessaire et vérifier qui était réellement son auteur. Il semble que dans la volonté de publier chaque jour un nombre significatif de nouvelles tribunes, ces vérifications  n’aient pas été effectuées sur ce billet par le responsable de ces blogs. La publication engendre un certain émoi  sur les médias sociaux, soulevant des préoccupations concernant le racisme, le sexisme et la crédibilité du Huffington Post. Le médiateur de la presse d’Afrique du Sud (Press Ombudsman) juge la publication coupable d'avoir enfreint le code de la presse et lui demande de présenter des excuses pour ces propos haineux, discriminatoires et malveillants. Verashni Pillay, responsable emblématique de la rédaction, tente de défendre son équipe dans un premier temps, puis  décide d‘assumer la responsabilité de la parution et démissionne. Elle fait fonction de bouc émissaire, comme l’écrit une autre journaliste, Thabang Buthelezi, dans le quotidien sud-africain The Citizen,,.
Verashni Pillay rejoint ensuite la station de radio Power 98.7 en tant que responsable du numérique.